# Филло

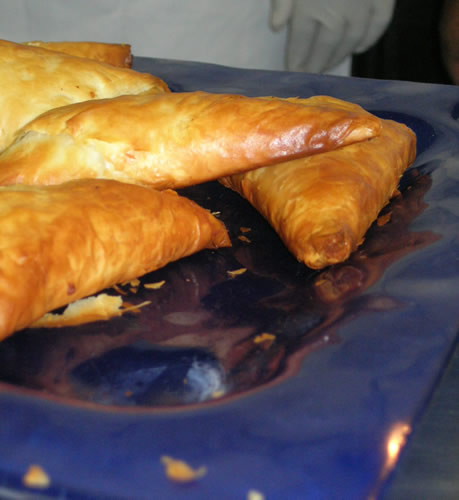
Выпечка из теста филло

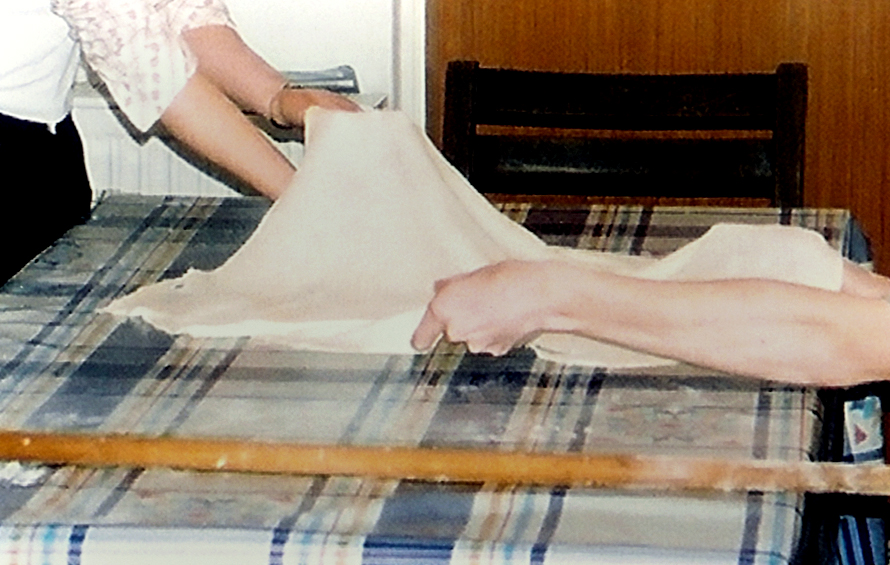
Изготовление в домашних условиях

Филло (греч. φύλλο, которое произошло от др.-греч. φύλλον — «лист») — пресное, очень тонкое (обычно менее 1 мм) вытяжное тесто, характерное для блюд балканской кухни — баклавы, бурека, гибаницы, тиропиты и т. д. В турецкой кухне такое тесто называется юфка, в киргизской жупка (jupka), в Египте голлаш, а на территории бывшей Югославии — корэ.
Филло используется для приготовления мучных изделий: пирогов, пирожков, «конвертиков», рулетов и тортов. При этом полученное блюдо не обязательно  должно быть сладким: в состав начинки рулетов и пирогов может входить мясо и морепродукты, а также овощи. Изделия из филло часто подаются как закуски.
О происхождении филло имеются разные гипотезы (к примеру, на своём приоритете настаивают греки), но уже в XI веке, в созданном Махмудом аль-Кашгари словаре «Собрание тюркских языков» («Диван лугат ат-турк») упоминается yurgha (архаичная форма современного слова yufka) в значении «плиссированный, сложенный хлеб».  В дальнейшем этот вид теста распространился по всем гастрономическим традициям территории Османской империи.

## Приготовление
Филло готовят из муки и воды, добавляя немного оливкового масла и (или) ракы или винного уксуса. В некоторых рецептах добавляются также яичные желтки, а уксус заменяют на лимонный сок. Муку просеивают, смешивают с солью, постепенно добавляя воду, смешанную с уксусом или лимонным соком, вымешивают, а потом вмешивают оливковое масло. После повторного вымешивания до минимально возможной малой толщины тесто нужно охладить (порядка двух часов). Затем, подержав его при комнатной температуре и разделив на несколько небольших кусков,  тесто вытягивают «до толщины бумаги». В кондитерских и хлебопекарнях для вытягивания филло используют специальные машины.
В дальнейшем между листами помещают любую начинку — мясо,  морепродукты, картофель, травы или мед с орехами, пекут в печке или припускают с водой.